# Ihre beiden Verehrer
Ihre beiden Verehrer ist eine US-amerikanische Musicalkomödie aus dem Jahr 1947 von Richard Whorf mit Frank Sinatra und Kathryn Grayson in den Hauptrollen. Der Film wurde von Metro-Goldwyn-Mayer produziert.

## Handlung
Zwei Wochen vor dem Ende seines Militärdienstes im Zweiten Weltkrieg lernt der amerikanische Soldat und Jazzmusiker Danny Miller in England Jamie Shellgrove kennen, den Enkel des Herzogs von Dunstable. Er erfährt, dass der Herzog seinem Enkel, einem klassischen Musiker, helfen möchte, seine Schüchternheit und seine Steifheit zu überwinden. Daher lädt Danny Jamie ein, ihn in Brooklyn zu besuchen.
An seinem ersten Tag zurück in Brooklyn lernt Danny Anne Fielding kennen und verliebt sich sofort in sie. Anne ist eine Sopranistin und Lehrerin für klassische Musik an der High School, die er als Jugendlicher besucht hat. Nachdem er sich wieder an der Highschool angemeldet hat, besucht Danny seinen alten Kumpel Nick Lombardi, den Hausmeister der Schule, der Danny einlädt, bei ihm zu wohnen, bis er eine eigene Wohnung findet. Weil er unter Lampenfieber leidet und nicht in der Lage ist, als Musiker vorzusprechen, verliert Danny bald das Selbstvertrauen und kommt zu dem Schluss, dass er nur als Schifffahrtskaufmann arbeiten kann. Zur gleichen Zeit versucht Anne, den talentierten jungen Pianisten Leo Kardos zu ermutigen, eine Musikkarriere einzuschlagen, doch Leo erzählt ihr, dass seine Mutter es sich nicht leisten kann, seine Ausbildung zu finanzieren. Anne und Nick schlagen vor, dass Leo sich um ein Stipendium beim „Brooklyn Music Forum“ bewirbt. Da Leo jedoch zu jung ist, um sich für das Stipendium zu qualifizieren, gibt er seine Träume auf und gibt sich mit einer lebenslangen harten Arbeit im Süßwarenladen seiner Mutter zufrieden.
Kurz nachdem Jamie in Brooklyn angekommen ist, zieht er bei Nick und Danny ein und verliebt sich in Anne. Während Danny damit beschäftigt ist, in seinem neuen Job in Mr. Dobsons Musikladen zu arbeiten und Texte für einen von Jamies Songs zu schreiben, entsteht eine geheime Romanze zwischen Jamie und Anne. Jamies Zuneigung zu Anne stößt auf Missbilligung von Nick, der versucht hat, Anne näher an Danny heranzuführen. Als Leos Mutter Danny, Jamie und Anne erzählt, dass sie sich schämt, dass sie ihrem talentierten Sohn nicht das Geld geben kann, das er für den Musikunterricht braucht, schlagen die Freunde vor, dass Leo selbst Geld sammelt, indem er ein Konzert in Dobsons Musikgeschäft gibt. Nach dem Konzert nimmt das Stipendienkomitee, beeindruckt von Leos Talent, besondere Rücksicht auf den Jungen und gibt ihm das gewünschte Stipendium. Kurze Zeit später erkennt Danny, dass Anne und Jamie verliebt sind. Er gibt dem Paar seinen Segen und beschließt, eine Beziehung mit einer Krankenschwester zu führen, die er in der Armee kennengelernt hat.

## Hintergrund
Gedreht wurde der Film vom 22. Juli bis zum 28. August sowie von Anfang September bis Anfang November 1946 in New York sowie in den MGM-Studios in Culver City.
Artikel in Fachmagazinen zur Zeit der Vorproduktion deuten darauf hin, dass George Sidney ursprünglich als Regisseur dieses Films vorgesehen war. Im August 1946 wurde darauf hingewiesen, dass die Produktion des Films ab dem 28. August für etwa zehn Tage ausgesetzt wurde, damit Jimmy Durante seine Szenen in Bezaubernde Lippen fertigstellen konnte.
Die Musiknummer The Song's Gotta Come from the Heart war einer von Jimmy Durantes Erkennungsliedern. Der zum Zeitpunkt der Produktion erst 17 Jahre alte André Previn, der die Klaviersoli für den Film beisteuerte, erhielt seinen ersten Filmcredit.
Weitere Musikstücke waren die Songs Whose Baby Are You?, The Brooklyn Bridge, I Believe, Time After Time und It's the Same Old Dream, alle, wie auch The Song's Gotta Come from the Heart, stammten von Jule Styne und Sammy Cahn. Hinzu kamen die Arien Là ci darem la mano aus der Oper Don Giovanni von Wolfgang Amadeus Mozart und Ou va la jeune Indoue aus der Oper Lakmé von Léo Delibes sowie die Mondscheinsonate von Ludwig van Beethoven und die Italienische Sinfonie von Felix Mendelssohn Bartholdy.
Orchesterleiter waren Alfred Sendrey und Ted Duncan. Axel Stordahl arrangierte die Texte für Frank Sinatra. Jack Donohue choreografierte die Musikstücke.
Cedric Gibbons und Leonid Vasian oblag die künstlerische Leitung. Alfred E. Spencer und Edwin B. Willis waren für das Szenenbild zuständig. Verantwortlicher Toningenieur war Douglas Shearer.

## Veröffentlichung
Die Premiere des Films fand am 13. März 1947 in New York statt. In Österreich kam er am 11. August 1950 in die Kinos.

## Kritiken
Der Filmkritiken-Aggregator Rotten Tomatoes hat in einer Auswertung von sechs Kritiken eine Zustimmungsrate von 83 Prozent errechnet. Das Publikumsergebnis hat sich bei 45 Prozent positiver Bewertungen eingependelt.
James Agee schrieb im Magazin Time an dem Film sei, abgesehen von einer Überdosis Witze über Brooklyn, alles nicht nur nicht zu beanstanden, sondern auf bescheidene Weise durchaus unterhaltsam.
Pat Graham beschrieb den Film im Chicago Reader als Standard-MGM-Musical mit einer sympathisch ungleichen Besetzung.